# Tramvajová doprava v Jeruzalémě

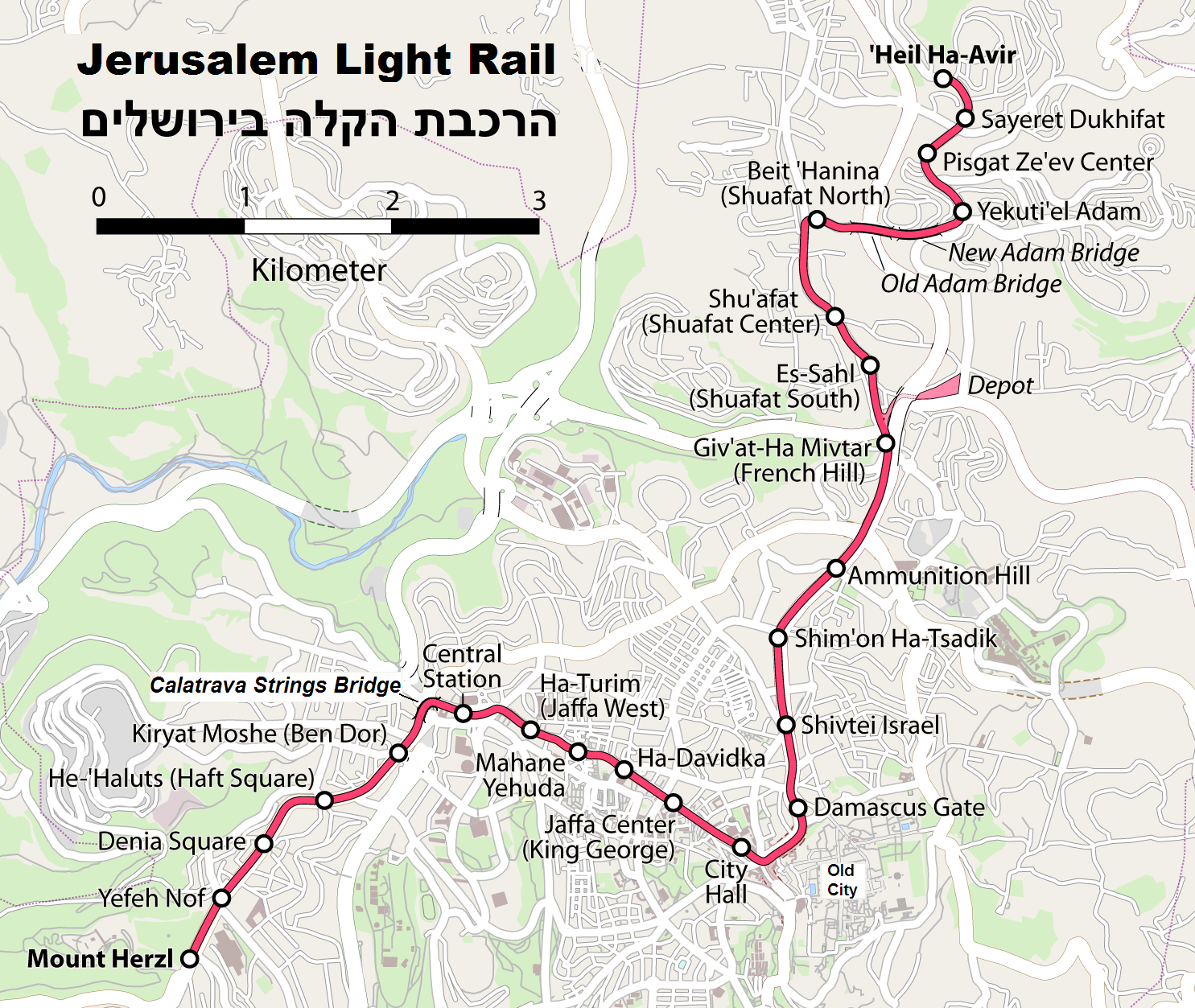
Trasa červené linky

Síť tramvajové dopravy v Jeruzalémě (hebrejsky הרכבת הקלה בירושלים‎, ha-rakevet ha-kala bi-Jrušalajim) se skládá z jediné rychlodrážní tramvajové linky (červená), přičemž jsou plánovány další dvě linky, zelená a modrá.
Stavitelem je konsorcium CityPass, které má i koncesi na provozování této sítě po dobu třiceti let. Systém na výběr jízdného dodala a na 15 let spravuje společnost Affiliated Computer Services. Vozový park sestává ze 46 nízkopodlažních tramvají Citadis od Alstomu.

## Červená linka

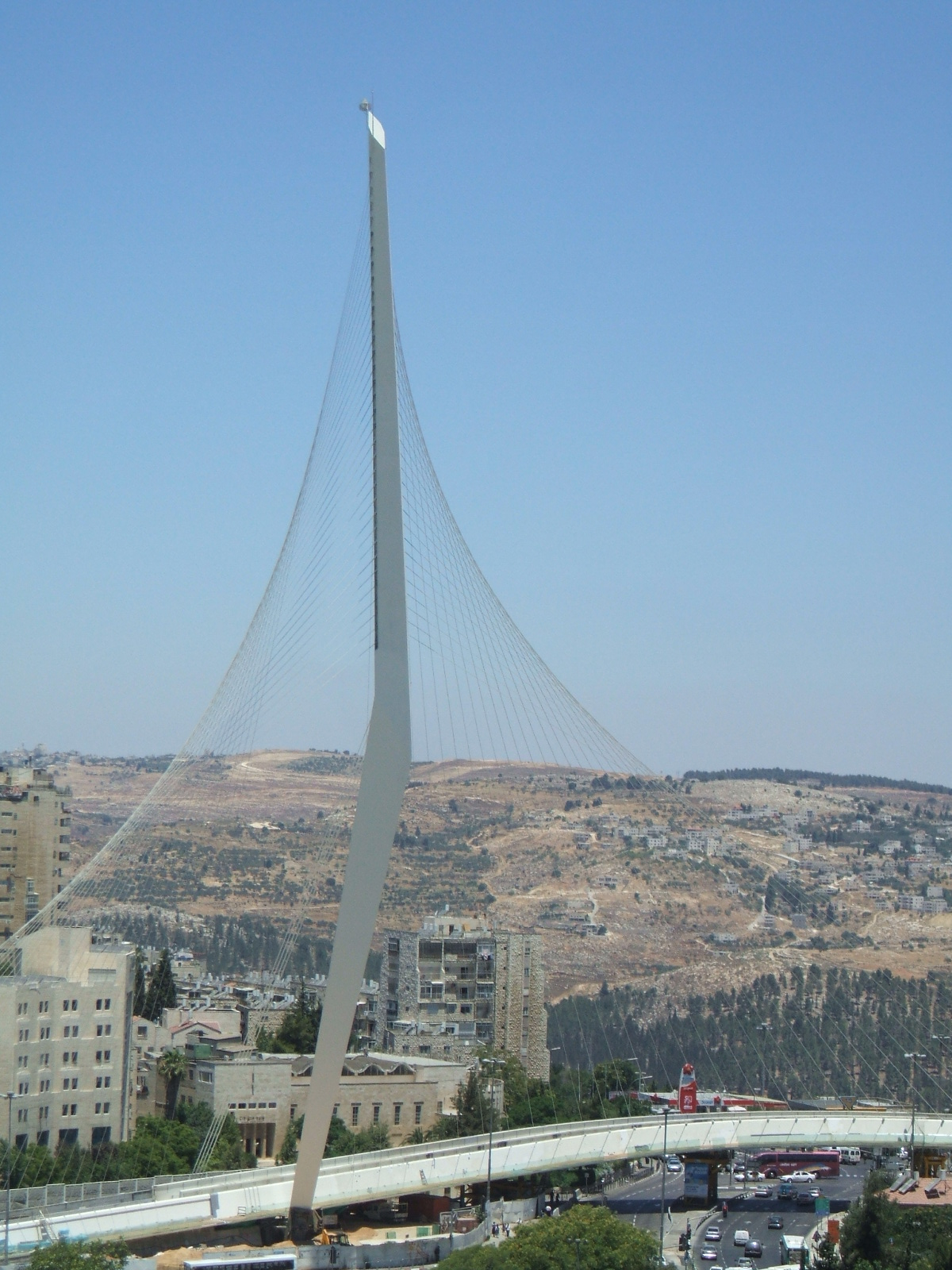
Strunový most

Výstavba první linky začala v roce 2002 a skončila v roce 2010. Po několika odkladech, nejdříve kvůli nedostatku pracovníků a financí, později kvůli nekompatibilním semaforům, na nichž se nedařilo nastavit preferenci tramvají, byl ostrý provoz spuštěn 19. srpna 2011, z počátku bez výběru jízdného. Od prosince pak byla linka už v plném provozu.
Linka je dlouhá 13,9 km a má 23 zastávek, po dokončení jejího prodloužení v roce 2018 by měla její délka narůst na 22,5 km. Celková cena výstavby první linky je odhadována na 3,8 miliardy šekelů (asi 25 miliard korun).

## Fotogalerie

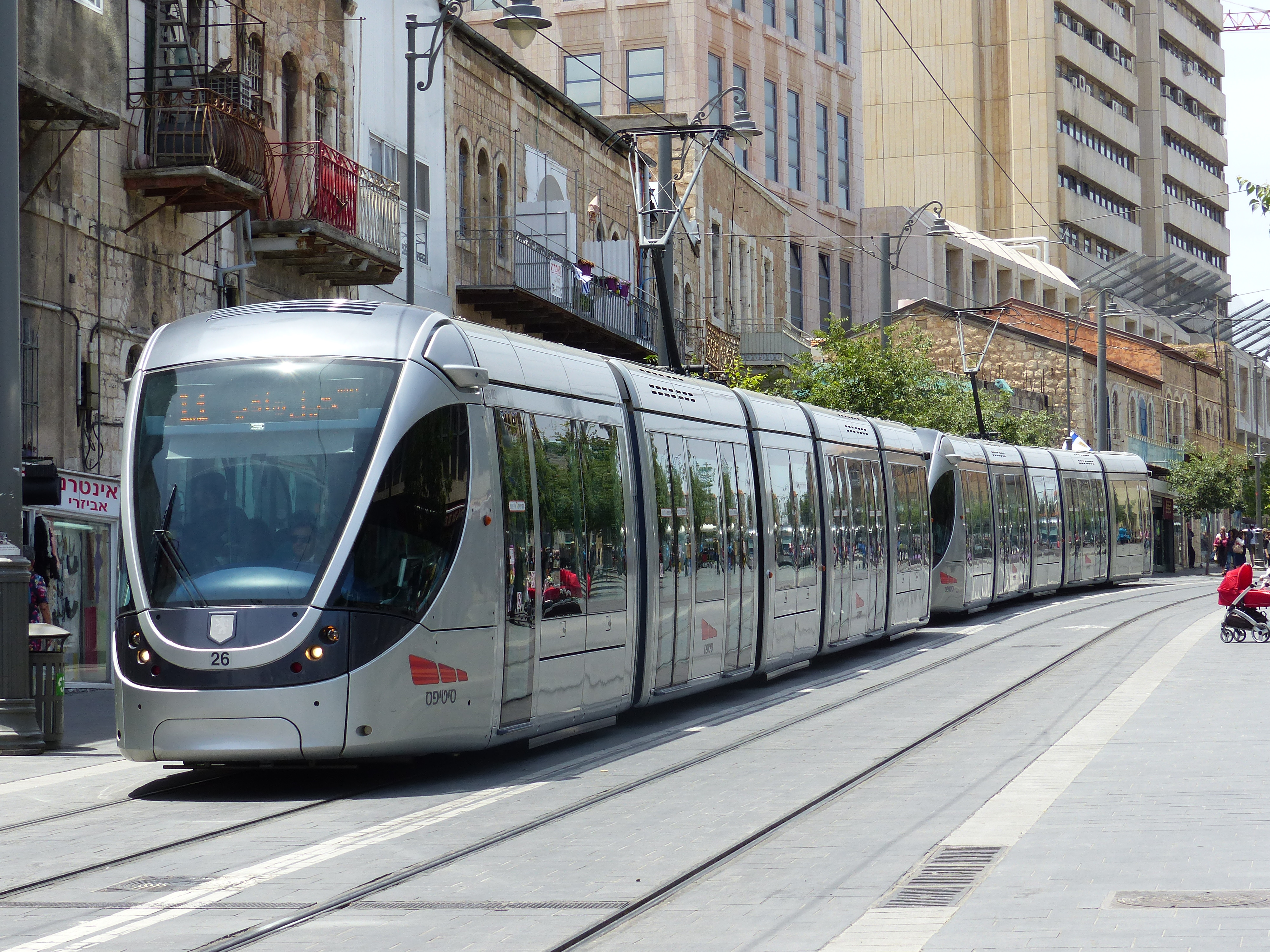
Souprava dvou vozů Citadis na Jaffské ulici
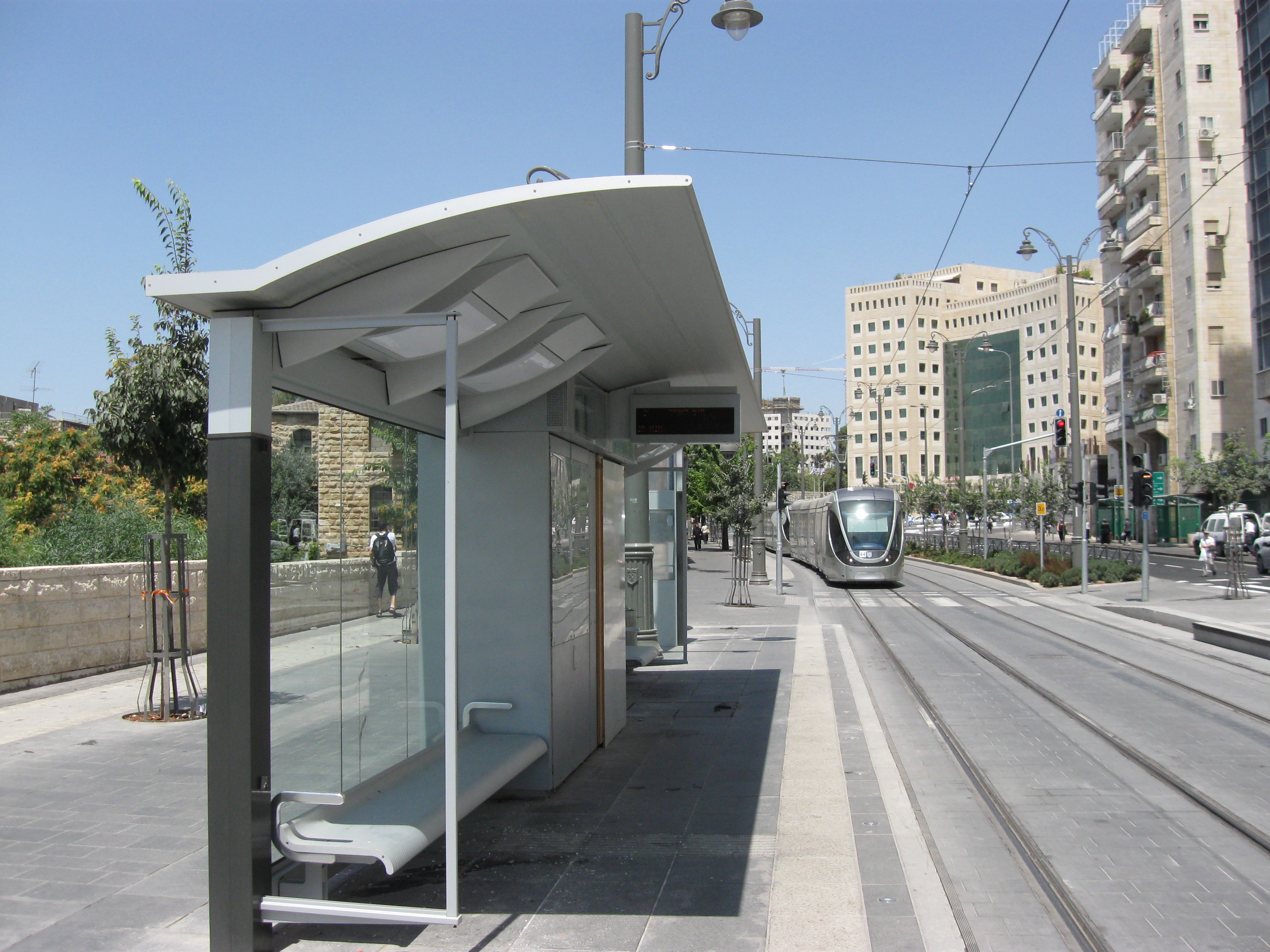
Stanice ha-Turim
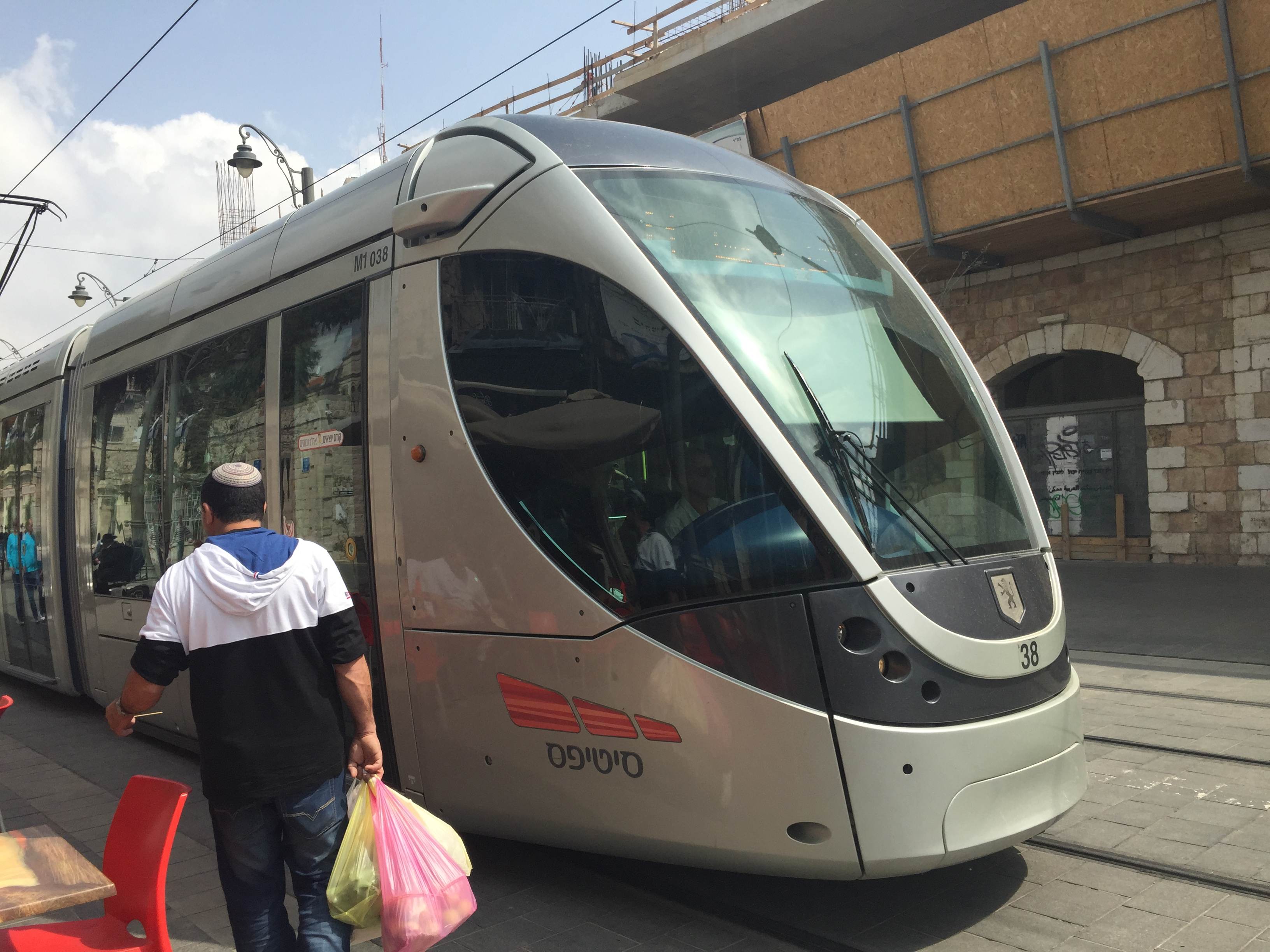
Vůz červené linky před trhem Machane Jehuda
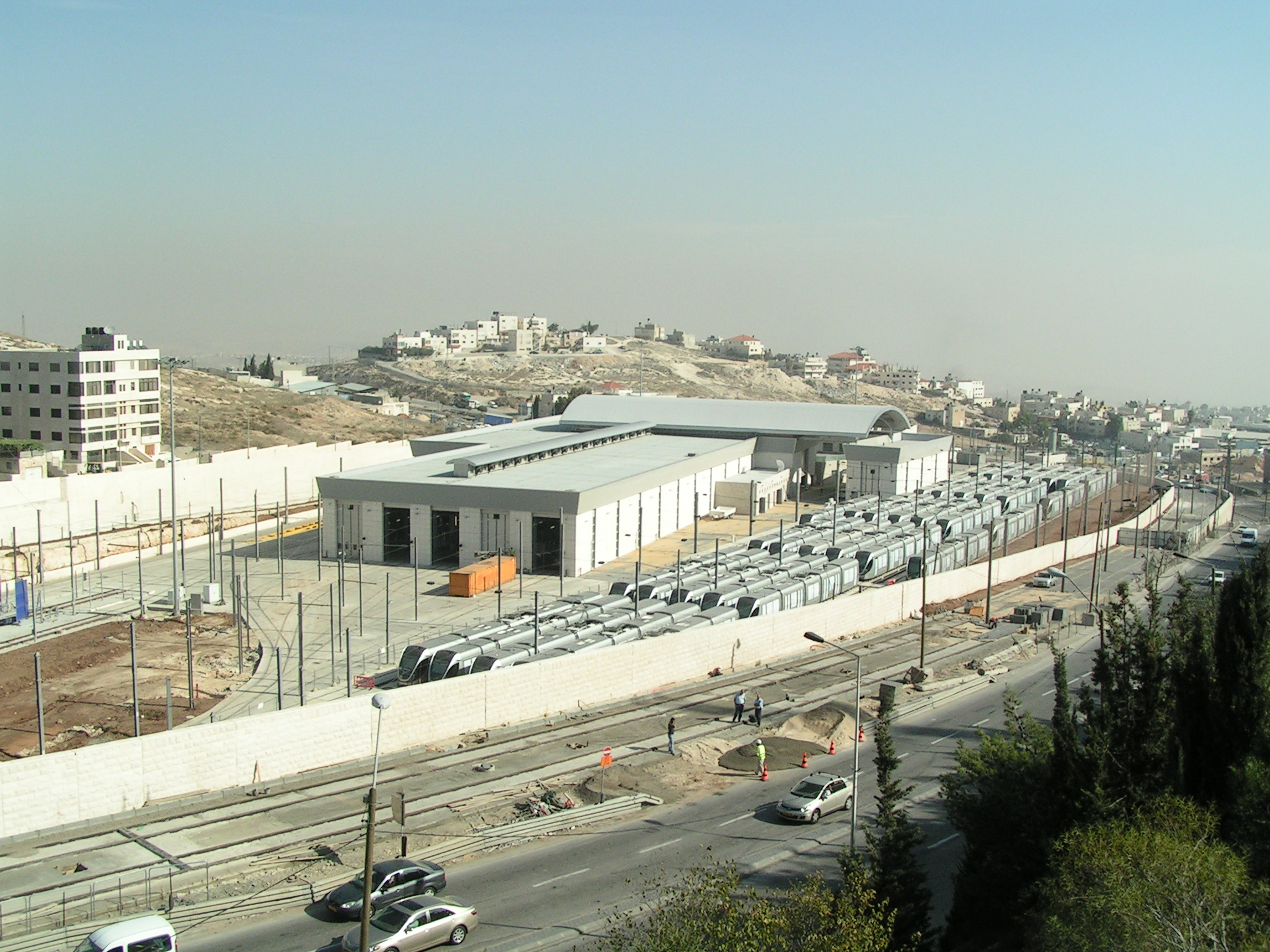
Depo v roce 2009, tedy ještě před spuštěním provozu